# Blumenholz
Blumenholz ist eine Gemeinde im Landkreis Mecklenburgische Seenplatte im Süden Mecklenburg-Vorpommerns (Deutschland). Die Gemeinde wird vom Amt Neustrelitz-Land, mit Sitz in der nicht amtsangehörigen Stadt Neustrelitz, verwaltet.

## Geografie
Das Gemeindegebiet erstreckt sich vom See Lieps im Norden bis zum Krebssee im Süden nahe Neustrelitz. Die Lieps ist nur von einer sumpfigen Landbrücke vom nördlich gelegenen Tollensesee getrennt. In diesem Endmoränengebiet aus der Weichsel-Eiszeit liegen in einem Landschaftsschutzgebiet in der Nähe von Ehrenhof und Wendfeld die Hellberge mit einer Maximalerhebung von 91,7 Metern. Landschaftlich ist die Gemeinde von Wiesen und Feldern mit Söllen und Wäldern geprägt. Im Gemeindegebiet liegen mehrere Seen wie Mürtzsee, Mittelsee, Langer See, Krebssee und Kalksee. Umgeben wird Blumenholz von den Nachbargemeinden Hohenzieritz und Neubrandenburg im Norden, Groß Nemerow im Nordosten, Blankensee im Osten, Carpin im Südosten, Neustrelitz im Südwesten sowie Klein Vielen im Westen.
Zu Blumenholz gehören die Orte
| - Blumenhagen - Ehrenhof - Friedrichshof - Usadel | - Weisdin - Wendfeld - Wilhelminenhof |

## Geschichte
Blumenholz gehörte ab dem 15. Jahrhundert zu dem Vasallengeschlecht von Peccatel, einer der mächtigsten Adelsfamilien der Herrschaft Stargard ab dem 13. Jahrhundert. Sie hatten einen Herrensitz in Weisdin. Nach dem Gotthard Carl Friedrich von Pickatell zehn Jahre vor seinem Tode das Gut 1761 an Herzog zu Mecklenburg-Strelitz Adolf Friedrich IV. verkaufte, wohnte dieser auch zeitweise hier.
Usadel: Gutsbesitzer/Pächter waren u. a. die Familien von Bredow (vor 1806), Johann Friedrich Funck, Wendland (um 1820–1909), Neebe und Bremer. Das Gutshaus stammt von um 1875 und war nach 1945 ein Wohn- und Schulhaus. Es wurde 2002 saniert.
Weisdin: Im Jahre 1740 brannten die Kirche, das Gutshaus und fast das ganze Dorf ab. Das neue Gutshaus stammt von 1747. Die neue, achteckige, barocke Dorfkirche Weisdin war die Gutskapelle von nach 1747. Gutsbesitzer war vom Mittelalter bis 1762 die Familie von Peccatel, dann Herzog Adolf Friedrich IV, der das Gut als Sommerresidenz nutzte.

## Eingemeindungen
Am 1. Juli 1950 wurde die bisher eigenständige Gemeinde Weisdin eingegliedert. Am 1. Juli 2002 wurde aus der aufgelösten Gemeinde Rödlin-Thurow eine Flur in die Gemeinde Blumenholz eingegliedert.

## Dienstsiegel
Die Gemeinde verfügt über kein amtlich genehmigtes Hoheitszeichen, weder Wappen noch Flagge. Als Dienstsiegel wird das kleine Landessiegel mit dem Wappenbild des Landesteils Mecklenburg geführt. Es zeigt einen hersehenden Stierkopf mit abgerissenem Halsfell und Krone und der Umschrift „GEMEINDE BLUMENHOLZ * LANDKREIS MECKLENBURGISCHE SEENPLATTE“.

## Sehenswürdigkeiten
- Dorfkirche in Blumenholz von der ersten Hälfte des 18. Jahrhunderts als Fachwerksbau mit freistehendem Glockenstuhl; Sanierung seit 2004
- Das eingeschossige Gutshaus Usadel von 1875[5] wurde um 2002 saniert.
- Bei Usadel auf dem Keulenberg wurde in der Mitte der 1960er Jahre die Bereichsrichtfunkzentrale Nord im Schmalbandrichtfunknetz der SED und NVA errichtet, als ein 25 Meter hoher Fernmeldeturm; auch als A-Turm bezeichnet.
- Bei der Weisdiner Burgruine handelt es sich um eine der besser erhaltenen Höhenburgen Norddeutschlands als Ruine mit erkennbaren Resten von Haupt- und Vorburg, Bergfried und Burggraben.
- In Weisdin befindet sich an der B 96 eine sehenswerte barocke oktogonale Kirche mit einem doppelten Laternenturm und Zeltdach.
- Das zweigeschossige verputzte Herren-/Gutshaus Weisdin mit Mittelrisalit wurde 1749 für die Familie von Peccatel nach einem Brand neu erbaut. Es war ab 1761 bis 1918 in herzoglichem Besitz. Nach 1945 war hier das Kulturhaus, die Schule und eine Gaststätte untergebracht. Im Jahre 1996 wurde es renoviert und ist heute ein Wohnhaus.[6]
- Wendfeld ist Ausgangspunkt für Wanderungen durch das Naturschutzgebiet Hellberge. Von dem bis zu 90 Meter steilen Höhenzug hat man bei guter Sicht über die Lieps und den Tollensesee. In Wenfeld steht das ehemalige Herrenhaus.[7]
- Mehrere bemerkenswerte Eichengruppen befinden sich auf dem Gemeindegebiet, u. a. am Schloßberg Weisdin und an der Blumenholzer Ziegelei.

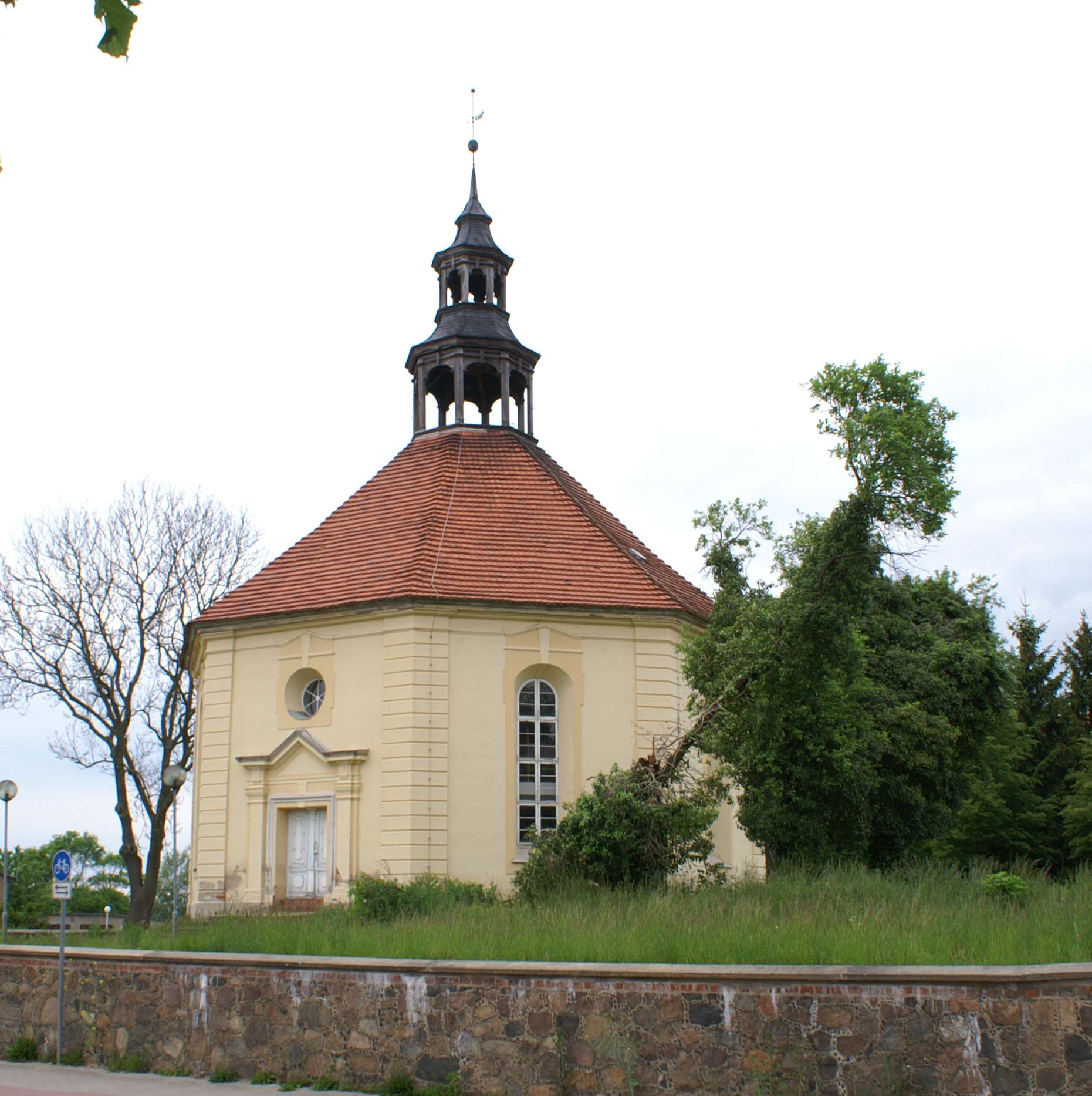
Dorfkirche Weisdin
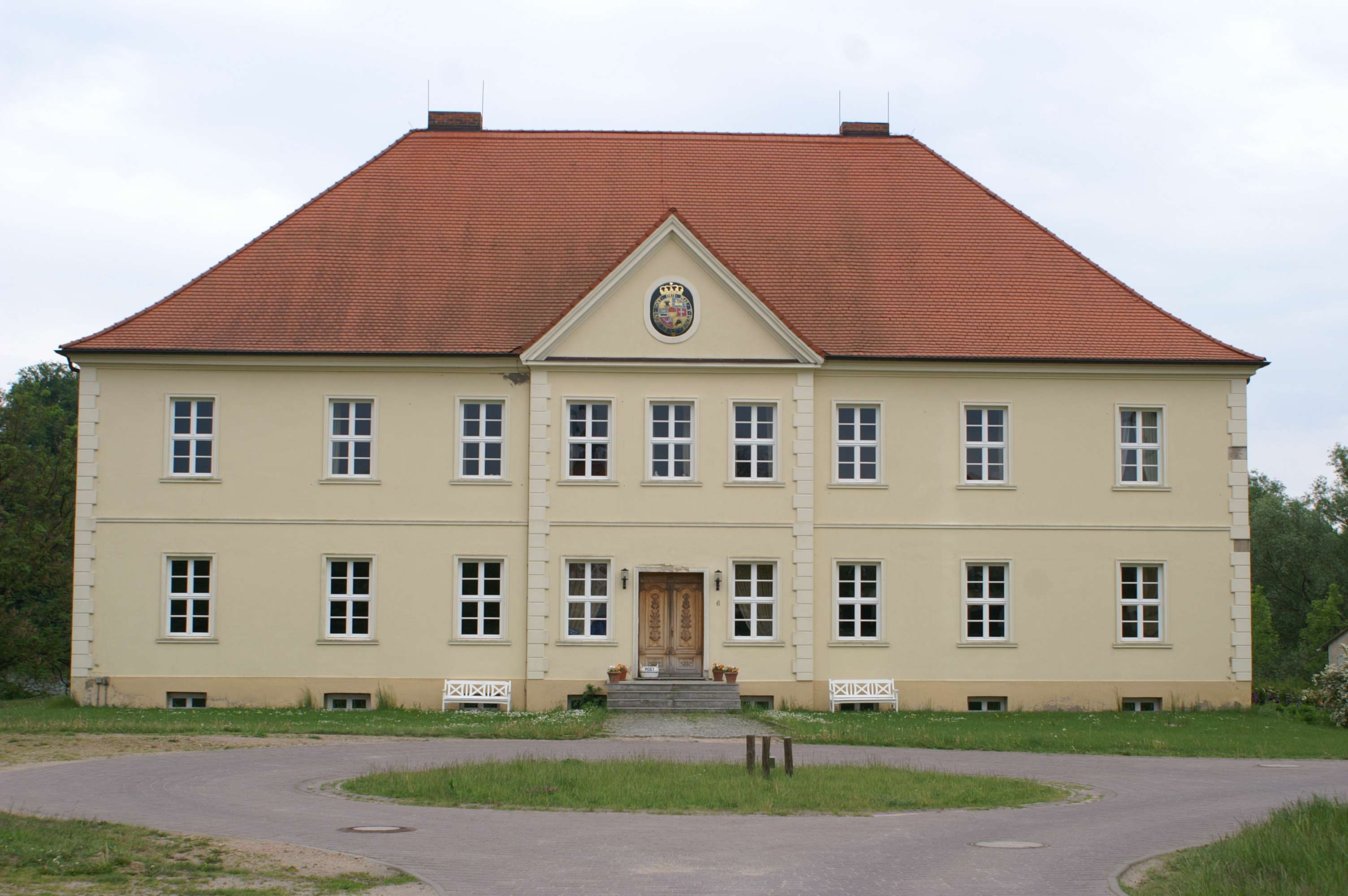
Gutshaus Weisdin
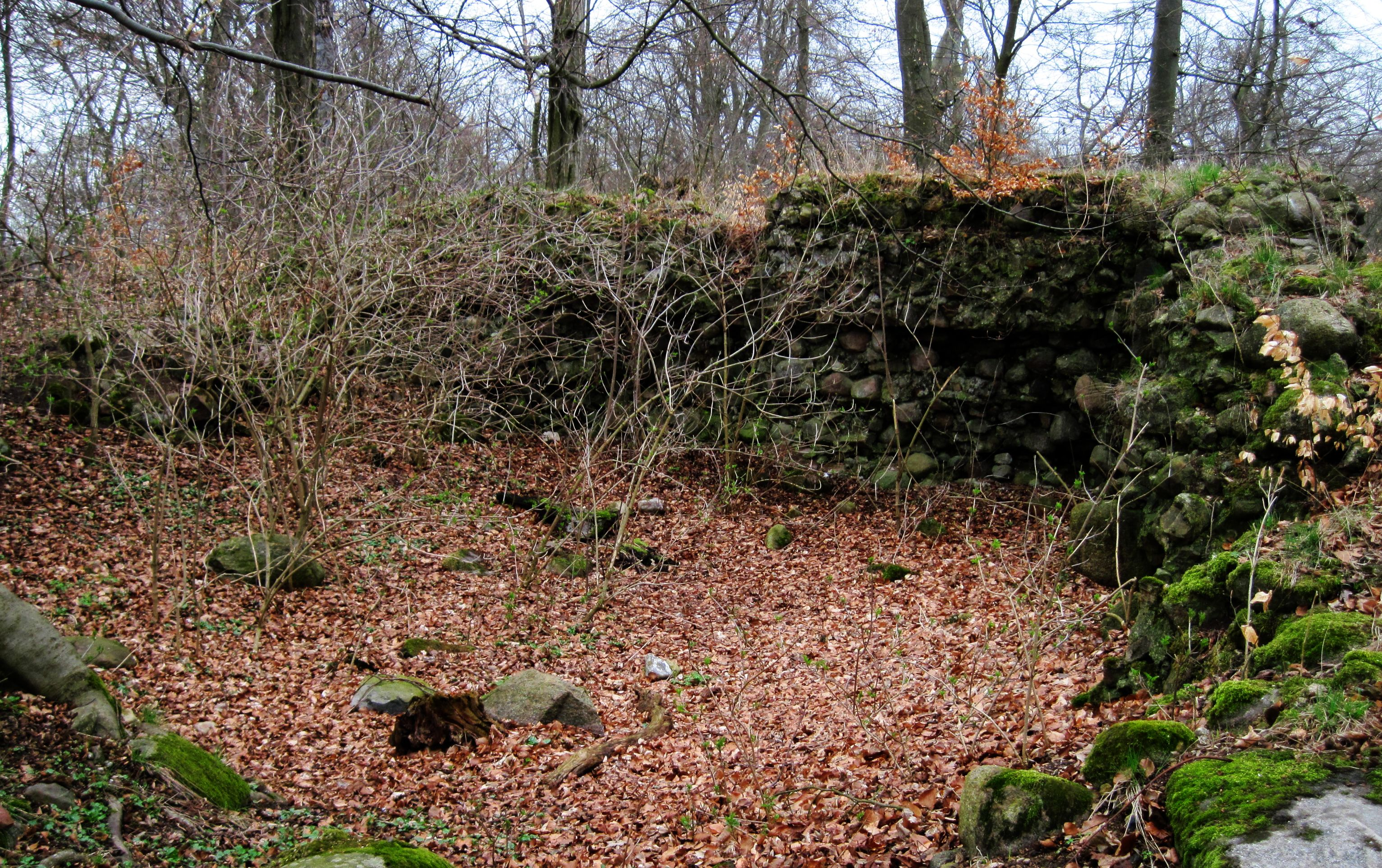
Reste des Bergfrieds der Burg Weisdin

## Verkehrsanbindung
Die Gemeinde wird von der Bundesstraße 96 (Neubrandenburg–Neustrelitz) durchquert. Weitere Landstraßen führen von Blumenholz nach Hohenzieritz und nach Blankensee. Der nächste Bahnhof befindet sich in Neustrelitz, u. a. mit Verkehrsmöglichkeiten nach Berlin, Rostock und Stralsund. Die Anbindung an Neustrelitz wird unter der Woche mit den Linienbussen der MVVG sichergestellt.